# St. Johannes Baptist (Aufheim)

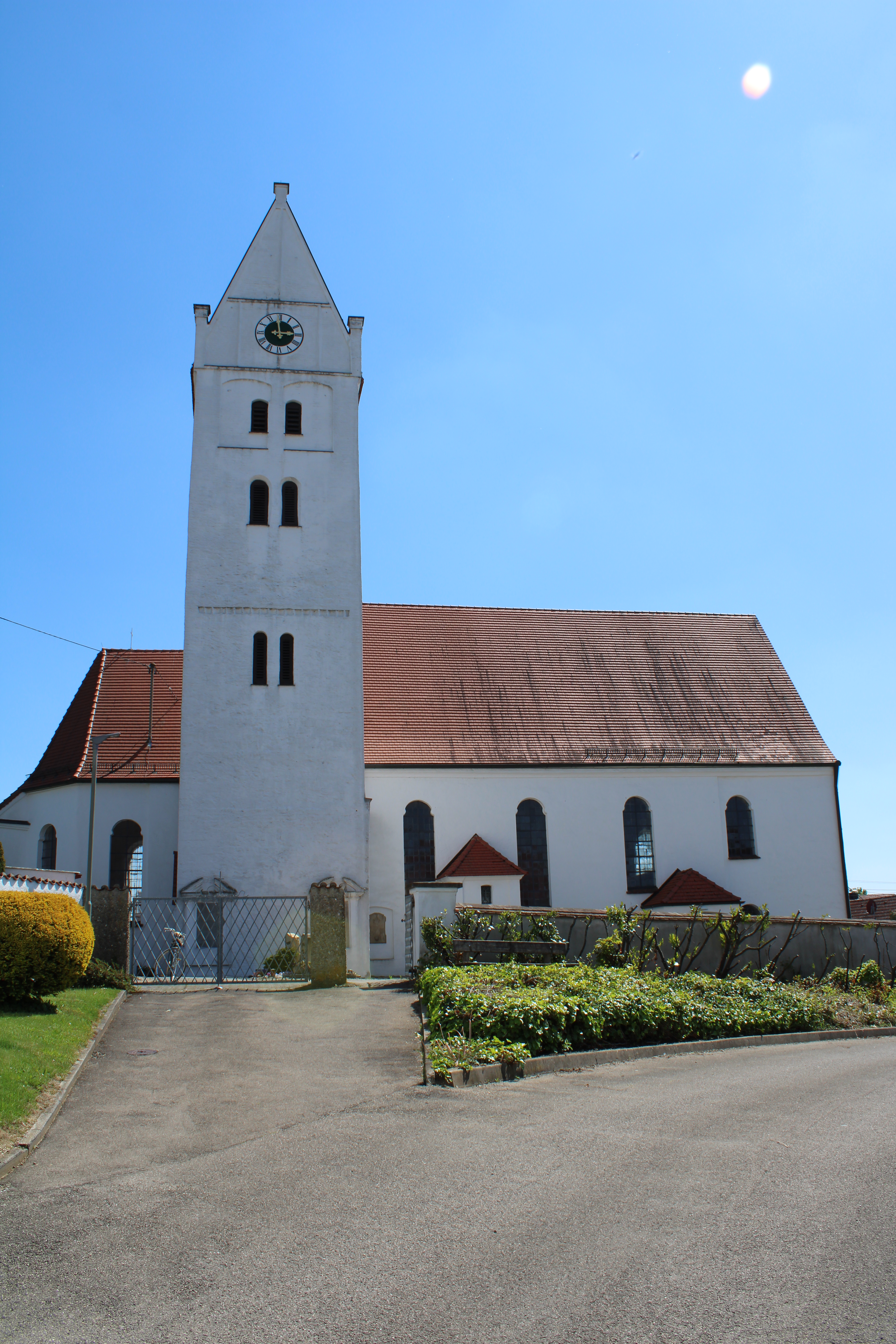
St. Johannes Baptist in Aufheim

Die römisch-katholische Pfarrkirche St. Johannes Baptist steht in Aufheim, einem Stadtteil von Senden im schwäbischen Landkreis Neu-Ulm in Bayern. Das Bauwerk ist in der Liste der Baudenkmäler in Senden als Baudenkmal unter der Nr. D-7-75-152-6 eingetragen. Die Kirche gehört zur Pfarreiengemeinschaft Senden im Dekanat Neu-Ulm des Bistums Augsburg.

## Beschreibung
Das Langhaus der Saalkirche wurde 1703 nach Westen verlängert. Der eingezogene, dreiseitig geschlossene Chor steht im Osten, der Chorflankenturm auf quadratischem Grundriss an dessen Nordwand, dessen beide unteren Geschosse im Kern romanisch sind, und die Sakristei an der Südwand des Chors. Der Chorflankenturm wurde 1490 um ein Geschoss und am Anfang des 16. Jahrhunderts um ein weiteres aufgestockt und quer mit einem Satteldach bedeckt. 
Der Innenraum des Langhauses ist mit einer Kassettendecke überspannt, der des Chors mit einer Spiegelgewölbe. An den Brüstungen der Emporen sind Tafelbilder angebracht, auf denen die Apostel und der Salvator mundi dargestellt sind. Zur Kirchenausstattung gehört ein 1780 gebauter Hochaltar, dessen Altarretabel von Konrad Huber stammt. Ein Gemälde des heiligen Franz Xaver ist von Franz Martin Kuen.